# Sundsmark
Sundsmark er en bydel i Sønderborg, beliggende 3 km nordøst for centrum. Bydelen hører til Ulkebøl Sogn.
Retten i Sønderborg med et bitingsted for Vestre Landsret ligger i Sundsmark.

## Faciliteter
Sundsmarkcentrets udendørs faciliteter er på størrelse med 9 almindelige fodboldbaner, men kan også streges op til 7-mands og 5-mands fodbold. Der findes en kunststofbane, og flere baner har lysanlæg. Desuden er der mulighed for håndbold, kroket, petanque og beachvolley. De indendørs faciliteter er SFS Hallen på 24 x 45 meter med opstregning til 6 idrætsgrene, en multihal på 12,7 x 12,7 meter med parketgulv og et køkken med service til 150 personer.

## Historie
Sundsmark er en tidligere landsby, der er vokset sammen med Sønderborg, især i kraft af villabyggeri i 1960'erne.

### Jernbanen
Sundsmark fik et trinbræt på Amtsbanerne på Als, der blev åbnet i 1898. Ved trinbrættet blev der i 1902 opført en kro, som fik billetsalg og godsekspedition – kombinationen af kro og station var normal på de tyske småbaner. Da de smalsporede amtsbaner i 1933 blev nedlagt og erstattet af en normalsporet statsbane mellem Sønderborg og Mommark, blev Sundsmark station igen trinbræt. Det blev nedlagt midt i 1950'erne, altså inden udviklingen tog fart i Sundsmark. Den gamle stationskro, der har en bevaringsværdi på 6, findes stadig som beboelse på Stationsvej 29.
Mommark-banen blev nedlagt i 1962. Dens tracé er bevaret gennem Sundsmark som cykel- og gangsti, mod sydvest til Grundtvigs Alle og mod øst gennem Spang Vade og Vollerup.